# Patiria
Genre
Patiria est un genre d'étoiles de mer de la famille des Asterinidae.

## Liste des espèces
Selon World Register of Marine Species (2 juillet 2014) :
- Patiria chilensis Verrill, 1870 -- côte ouest sud-américaine
- Patiria miniata Verrill, 1913 -- côte ouest nord-américaine
- Patiria pectinifera (Muller & Troschel, 1842) -- Mer de Chine du Nord (Chine, Corées, Japon)

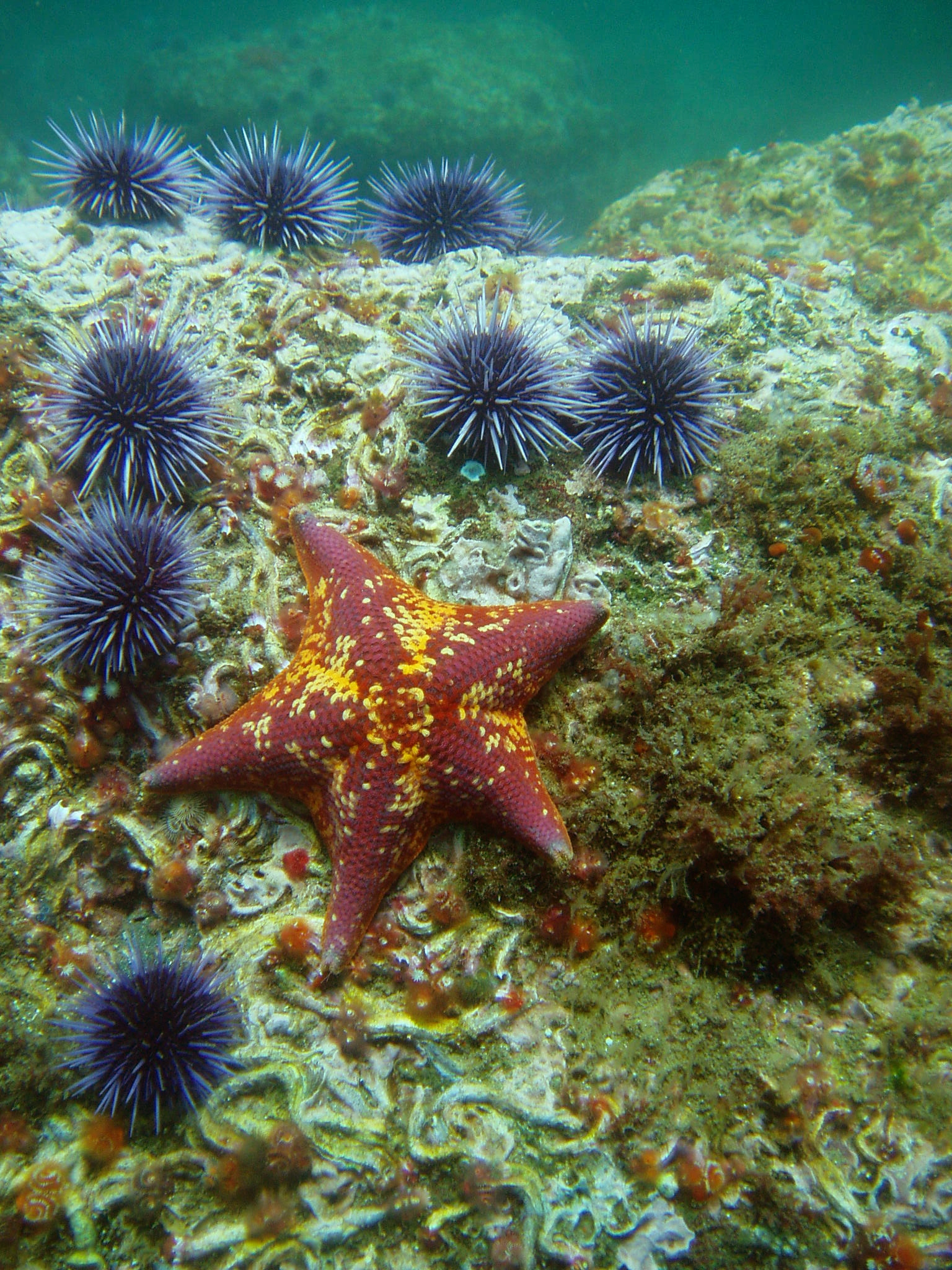
Patiria miniata
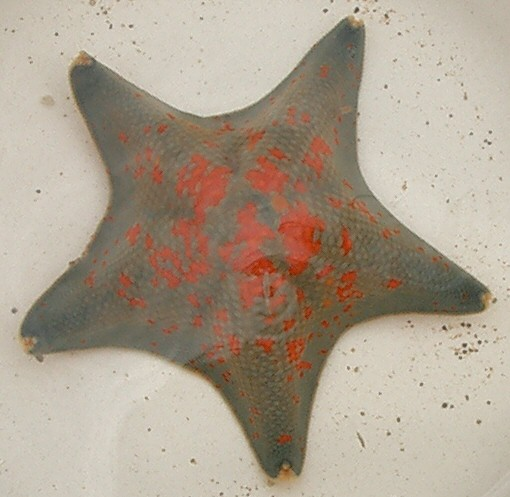
Patiria pectinifera